# Блајд Данер
Блајд Кетрин Данер (енгл. Blythe Katherine Danner; Филаделфија, Пенсилванија, 3. фебруар 1943) америчка је глумица. Њена ћерка је глумица Гвинет Палтроу.